# Zveza društev pravnikov Slovenije
Zveza društev pravnikov Slovenije je krovna organizacija slovenskih pravniških društev.
Zveza izdaja najstarejšo slovensko pravno revijo Pravnik. Z Zvezo društev za gospodarsko pravo Slovenije vsako leto od 1975 v Portorožu organizira največji pravniški dogodek v Sloveniji Dneve slovenskih pravnikov.
Predsednik je profesor in bivsi dekan Pravne fakultete v Ljubljani dr. Miha Juhart, generalni sekretar pa Boštjan Koritnik, prej minister za javno upravo in tajnik Pravne fakultete Univerze v Ljubljani.
V Zvezo društev pravnikov Slovenije je vkljucenih 29 društev. To so Društvo za mednarodno pravo za Slovenijo, Slovensko društvo za upravne znanosti in stroko, SYLA, evropsko združenje mladih pravnikov, Društvo za kazensko pravo in kriminologijo Slovenije, Društvo za ustavno pravo Slovenije, Društvo pravnikov Pomurja, Društvo državnih tožilcev Slovenije, Zvezo društev ELSA Slovenije – evropsko združenje študentov prava, Društvo pravnikov Nova Gorica, Društvo pravnikov Obale in Krasa, Društvo pravnikov Gorenjske, Društvo pravnikov Posavja, Športno društvo Pravnik, Društvo za delovno pravo in socialno varnost, Društvo pravnikov Bele krajine, Društvo za pomorsko pravo Slovenije, Slovensko sodniško društvo, Društvo mediatorjev Slovenije, Društvo koroških pravnikov Slovenj Gradec, Društvo pravnikov v gospodarstvu Novo mesto in Slovensko komisijo pravnikov – Slovensko sekcijo Mednarodne komisije pravnikov Ljubljana, ob tem pa še osem društev, ki so tudi člani Zveze društev za gospodarsko pravo Slovenije: Društvo pravnikov v gospodarstvu Pomurja, Pravniško društvo Ljubljana, Društvo za športno pravo, Društvo za gospodarsko pravo Koroške, Slovensko društvo za evropsko pravo, Pravniško društvo v Mariboru, Društvo zasavskih pravnikov Trbovlje in Društvo pravnikov v gospodarstvu Celje.
Zveza vsako leto na Dnevih pravnikov podeli tudi nagrade za pomembne dosežke na področju pravne znanosti, pravne kulture in pravne teorije.
Zveza skupaj z Zvezo drustev gospodarskega prava podeljuje priznanje Pravnik leta za najpomembnejsi pravniški dosežek leta. Leta 2001 ga je prejel profesor Marko Pavliha, leta 2004 pripravljalka zakonodaje Nina Plavšak in profesor Miha Juhart, 2005 profesor Renato Vrenčur in 2007 profesor Aleš Galič. Leta 2013 je Pravnik leta postal profesor Igor Kaučič, 2017 sodnik Andrej Ekart, 2018 članica odbora OZN za človekove pravice Vasilka Sancin ter 2020 profesorica Polonca Kovač in vrhovni sodnik Erik Kerševan.